# Fylogeografie

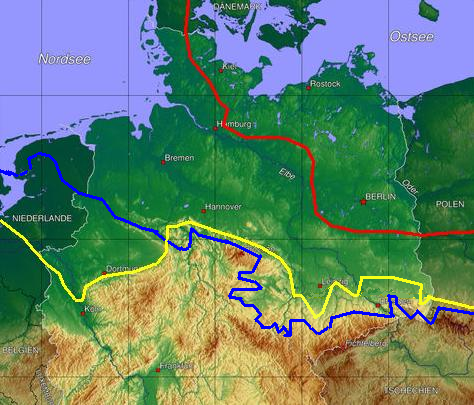
Hranice zalednění Evropy v jednotlivých glaciálech:
červená = před 115 až 12 tisíci let,
žlutá = před 300 až 130 tisíci let,
modrá = před 400 až 320 tisíci let

Fylogeografie je vědecká disciplína, která pomáhá biogeografii stanovit s co největší přesností směry a cesty při postupném rozšiřování živých organismů v dané oblasti a v čase.
Zjišťuje pomoci tzv. molekulárních markerů příbuznost mezi studovanými jedinci na určitém území. Využívá toho, že živé organismy si nesou v DNA stopy své minulosti, což ve výsledku pomáhá odhalit historii druhu v geografickém kontextu.
Pomoci molekulární techniky se zkoumají informace uložené v DNA, často se využívá cpDNA, AFLP, RFLP nebo mikrosatelitů. Fylogeografie se zabývá geografickým rozložením genealogických linií organismů, zejména uvnitř druhu a mezi blízce příbuznými druhy. Zjišťuje příbuzenské vztahy mezi vybranými jedinci, vytváří tzv. fylogenetický strom a porovnáním s jejich geografickým rozšířením lze s velkou pravděpodobností správně rekonstruovat historii migrace i jednotlivé migrační proudy, je možno stanovit vzájemnou příbuznost bioty z jednotlivých oddělených lokalit. Tyto analýzy však nedokážou zachytit vyhynulé linie.
Klasické evropské fylogeografické práce se zabývají šířením organismů z jižněji položených evropských území na sever započatým asi před 13 000 léty, po odeznění posledního glaciálu. Studují stěhování nebo rozšiřování areálu výskytu druhů:
- z jihu Evropy – nezasažené dobou ledovou severním směrem do středu Evropy,
- ze středu Evropy – kde přečkaly mírnější zalednění a po oteplení se začaly posunovat na evropský sever a do Arktidy.

Výše popsanou technikou již nelze ozřejmit pohyby v posledním interglaciálu a starší, tam jsou údaje přepsány novějším dějem po skončení posledního glaciálu.
Obdobně se místními podmínkami zabývají fylogeografické práce zpracovávající jiná území a kontinenty, např. migrací mezi Asii a Severní Amerikou.